# Wayde Preston
Wayde Preston (eigentlich William Erksine Strange; * 10. September 1929 in Denver, Colorado; † 6. Februar 1992 in Lovelock, Nevada) war ein US-amerikanischer Schauspieler.

## Leben
Preston wuchs in Laramie (Wyoming) mit zwei jüngeren Schwestern (Joan und Mary) auf. Die Eltern John und Bernice Strange waren beide Schullehrer. Er beendete seine Schulzeit 1947 an der Laramie High und begann an der University of Wyoming mit einem Pharmaziestudium. 1950 wurde er zum Militärdienst eingezogen und war etwa ein Jahr im Koreakrieg. Anschließend wurde er Park Ranger im Grand Teton National Park und nahm an Rodeos in Wyoming mit. Weiterhin war er als Pilot für TWA tätig.
Nachdem er in einer Folge der Serie Cheyenne mit Clint Walker auftrat, bekam Preston die Hauptrolle in der Westernserie Colt 45. Dort spielte er den Geheimagenten Christopher Colt. Die erste Folge wurde am 18. Oktober 1957 ausgestrahlt. Die Serie lief bis 1960 und brachte Preston in den USA einige Bekanntheit, allerdings waren die nachfolgenden Rollenangebote mager. Daher ging Preston in den 1960er Jahren nach Italien; dort wirkte er vor allem in Italowestern mit.
In den späten 1970ern kehrte er heim in die USA und spielte er dann meist kleinere Rollen – die letzte als ‚Jack‘ in Captain America (1991).
Im Jahr 1956 heiratete er Carol Ohmart, die Scheidung erfolgte zwei Jahre später. Preston verstarb im Februar 1992 im Alter von 62 Jahren an Darmkrebs.

## Filmografie
- 1957: Cheyenne (Fernsehserie, Folge 3x01)
- 1957–1960: Colt .45 (Fernsehserie, 67 Folgen)
- 1958–1959: Sugarfoot (Fernsehserie, 4 Folgen)
- 1959–1960: Maverick (Fernsehserie, 2 Folgen)
- 1963: Bonanza (Fernsehserie, Folge 5x10)
- 1966: Warteliste zur Hölle (Anónima de asesinos)
- 1968: Pagò cara su muerte
- 1968: Heute ich… morgen Du! (Oggi a me… domani a te!)
- 1968: Ich bin ein entflohener Kettensträfling (Vivo per la tua morte)
- 1968: Schlacht um Anzio (Anzio)
- 1968: Der Einsame (L’ira di Dio)
- 1969: Fünf tolle Hunde (Cinque figli di cane)
- 1969: Django – Gott vergib seinem Colt (Dio perdoni la mia pistola)
- 1969: Hügel der blutigen Stiefel (La collina degli stivali)
- 1970: Der Einsame aus dem Westen (A Man Called Sledge)
- 1970: Der Gefürchtete (Sartana nella valle degli avvoltoi)
- 1970: Hey Amigo … Ruhe in Frieden! (Ehi amigo… sei morto!)
- 1976: Hollywood Man
- 1977: Starsky & Hutch (Fernsehserie, Folge 2x19)
- 1978: The Hardy Boys/Nancy Drew Mysteries (Fernsehserie, Folge 2x15)
- 1980: Drei Frauen lassen’s krachen (Smokey and the Judge)
- 1986: Die Rächer hetzen die Meute (Revolt)
- 1990: Captain America